# Aït Meslayene
Aït Meslayene (en kabyle : Ayt Meslayen, en tifinagh : ⴰⵢⵜ ⵎⴻⵙⵍⴰⵢⴻⵏ), de son vrai nom Idir Benhabouche, né le 3 novembre 1944 au village d'Aït Meslayene (d'où son nom d'artiste), commune de Akbil, Wilaya de Tizi-Ouzou, Grande Kabylie), et décédé le 21 décembre 2000, est un auteur-compositeur-interprète Algérien d'ethnie et d'expression kabyle.

## Biographie
Les débuts artistiques d’Aït Meslayène remontent à ces participations aux fêtes scolaires organisées dans son collège, le C.E.M de Milchelet. Puis c’est vers le début des années 1970 que ces premiers disques verront le jour, prendra par la suite le nom de son village natal comme nom d'artiste, associé parfois à son propre prénom, Idir. Certaines de ses chansons ont été alors écrites par le grand auteur-compositeur Kamel Hamadi, comme c’était le cas pour beaucoup d’autres jeunes chanteurs de sa génération tels que Lounis Aït Menguellet et Atmani.
Vers 1975, Aït Meslayene émigre en France où il tiendra un café, et préférera désormais l’autonomie dans la création ; il sera un des chanteurs kabyles les plus prolifiques en mettant sur le marché, le long de sa carrière, une trentaine d’albums (environ 220 chansons) , qui traitent de divers sujets, mais surtout l’amour, l’exil, et l’engagement politique, où l’on constate l’intérêt porté au texte.
Son activité artistique  s’arrête malheureusement vers la fin des années 90, alors qu’il tombe malade. Selon le chanteur Rabah Oufarhat, un de ses anciens amis, il était atteint de la maladie d’Alzheimer. Il meurt le 21 décembre 2000 et est enterré dans son village natal,,.